# Petja Houdjakov
Petja Houdjakov (bürgerlich Peter Houdjakov; russisch Пётр Александрович Худяков; * 4. August 1934 in Sofia) ist ein österreichischer Musiker, Tänzer und Schauspieler. Er ist Gründer und Chorleiter der Bolschoi Don Kosaken.

## Leben
Houdjakov wurde am 4. August 1934 in eine Kosakenfamilie aus Rostov am Don geboren. Seine Eltern, sowjetische Staatsbürger, haben eine Zeit lang in Bulgarien gelebt. Sein Vater war Schneidermeister und nähte in seiner Werkstatt die Uniformen für General Tolbuchin und die Soldaten der 2. Ukrainischen Front. Nach dem Zweiten Weltkrieg kehrten die Eltern nach Rostov zurück. Er blieb in Bulgarien, weil er am Matrosen-Institut Naumov in Varna studieren wollte.
Sein Interesse verschob sich zum Tanz, sodass er ab 1952 am Musiktheater St. Makedonski in Sofia auftrat und ausgebildet wurde. Dort blieb er bis 1965. Zwischenzeitlich absolvierte er ein postgraduales Studium von Ballett und Choreographie am Kirow-Ballett in St. Petersburg. Als Mitglied des Theaters in Sofia spielte er in der Saison 1964/65 an der Staatsoper Dresden.
Danach folgten Engagements in Wien am Raimundtheater und Theater an der Wien, wo er bis 1968 war und beliebter Tanzpartner von Marika Rökk wurde. Parallel zum Theater begann er, in Wiener Restaurants als russischer Musiker Akkordeon zu spielen. Sein Können vervollständigte er mit einigen Semestern am Prayner Konservatorium in Wien. Darüber hinaus wirkte er an einigen Werbefilmen und Clips mit, etwa bei der TV-Serie Jenseits der Morgenröte.
Im Theater lernte er seine erste Frau Elisabeth, eine Maskenbildnerin, kennen. Sie heben eine Tochter. 1979 zog Houdjakov nach Berlin, wo er die Bolschoi Don Kosaken gründete. Dort leitete er auch das Restaurant Iwuschka.
1983 wurde die Ehe geschieden; seit 1987 lebt er mit seiner zweiten Frau Valerie, Pianistin und Sängerin, in Strasshof an der Nordbahn. Ihr Heim wird auch das „Kosakenhaus“ genannt, weil sich die Sänger dort während der Tourneezeiten aufhalten. Gemeinsam gründeten sie die Agentur Konzertdirektion Lera, die Valerie leitet. Sie organisiert auch den Chor.
2014 gab es in Moskau im Haus Solschenizyn eine Ausstellung zu Houdjakovs Lebenswerk. 2015 war sie in Wien im Russischen Kulturinstitut zu sehen, 2016 wurde sie in Strasshof an der Nordbahn gezeigt.

## Künstlerisches Schaffen
Bekanntheit erlangte er mit seinem Chor Bolschoi Don Kosaken, der traditionell am 23. Dezember ein großes Weihnachtskonzert im Wiener Konzerthaus gibt. Hinzu kommen unzählige andere Konzerte und Auftritte in Österreich und ganz Europa. Zu Houdjakovs 80. Geburtstag wurde eine Statistik erstellt, bei der man von 1968 bis 2014 10.000 Auftritte zählte.
Nach Erscheinen seiner ersten Musikkassette Straßenlieder folgten Einladungen zu privaten und offiziellen Anlässen und zu Konzerten, wo er mit seinen Liedern auch zur Völkerverständigung und zur Entspannung der politischen Lage zwischen Ost und West beigetragen hat. Dafür bekam Houdjakov auch zahlreiche Ehrungen.

## Andere Projekte
Gemeinsam mit seiner Frau kreierte er das Projekt Bolschoi Don Kosaken einmal anders. Dabei singen die Solisten des Chores Arien und Chöre aus diversen Opern und Operetten. Die Slawische Tenöre mit den Solisten Lubomir Diakovski, Konstantin Iankov, Grigorii Palishchuk und am Klavier Rossiza Diakovska, sind ebenso seine Kreation wie das Ensemble Scharada und das Vokalballett Rasputin, bei dem das klassische Ballett, ergänzt mit modernen Elementen, zusammen mit dem Chor die Geschichte der sagenhaften russischen Figur Rasputin auf der Bühne wiedergibt.

## Ehrungen
Stellvertretend für die Bolschoi Don Kosaken, hat Chorleiter Petja Houdjakov schon einige Auszeichnungen entgegengenommen (siehe unterhalb). Eine der wichtigsten ist allerdings jene, die er und der Chor im Januar 2018 in St. Petersburg bekommen haben. Das Kosaken Oberhaupt – Ataman der kosakischen Gemeinde in St. Petersburg „Nevska Setsch“ Poliakov Vjatscheslav Anatoljevic – überreichte Peter Houdjakov im Haus des Kosaken-Malers Sergei Morozov eine Medaille, für die Wiederbelebung der kosakischen Kultur, der Tradition und Bräuche. Unter den Kosaken ist das die höchste Auszeichnung, da es die Anerkennung der Bolschoi Don Kosaken als eigentliche Nachfolger des Don Kosaken Chores Serge Jaroff darstellt. In seiner Ansprache betonte Ataman, dass die Kosaken dem Chor dafür dankbar sind, dass er das Liedgut im Sinne der kosakischen Tradition international weiterverbreitet.
- 2019 Puschkin-Medaille für Prof. Petja Houdjakov
- 2018 Medaille der kosakischen Gemeinde St. Petersburg
- 2014 Kultur-Ehrenpreis der Marktgemeinde Strasshof an der Nordbahn
- 2014 Ehrenkreuz für Wissenschaft und Kunst
- 2012 Goldenes Ehrenzeichen für Verdienste um das Bundesland Niederösterreich
- 2007 Russische Medaille „Peter der Große“ (2. Grades)
- 2007 Russische Goldene Medaille „Verdienste um Kultur“
- 2005 Goldenes Verdienstzeichen des Bundeslandes Burgenland für kulturelle Verdienste
- 2001 Würdigung für Verdienste der russischen Kultur im Ausland
- 2001 Verleihung des Berufstitels „Professor“
- 2000 Plakette der Humboldt-Universität für kulturelle Verdienste in Berlin
- 1996 Goldene Schallplatte von EMI Austria
- 1994 Goldenes Verdienstzeichen des Landes Wien für kulturelle Verdienste

## Soziales Engagement
Petja Houdjakov engagiert sich mit dem Chor Bolschoi Don Kosaken bei vielen Benefizgastspielen und -konzerten wie zum Beispiel für Licht ins Dunkel, den Verein Möwe, Rettet den Stephansdom, das St.-Anna-Kinderspital und viele andere österreichische und russische Organisationen.

## Solo-CDs
- Unbekanntes Russland
- Mein Russland
- Des Meeres Weite
- Russkij Chanson
- Straßenlieder (MC wurde von russischen Sammlern 2017 auf CD überspielt)

Für Aufnahmen mit dem Chor Bolschoi Don Kosaken, siehe dort.

### DVDs
- Der Artist
- Das Lied unser Begleiter